# Bruay-sur-l’Escaut
Bruay-sur-l’Escaut – miejscowość i gmina we Francji, w regionie Hauts-de-France, w departamencie Nord.
Według danych na rok 1990 gminę zamieszkiwało 11 771 osób, a gęstość zaludnienia wynosiła 1757 osób/km² (wśród 1549 gmin regionu Nord-Pas-de-Calais Bruay-sur-l’Escaut plasuje się na 65. miejscu pod względem liczby ludności, natomiast pod względem powierzchni na miejscu 537.).

## Współpraca
- Waltershausen, Niemcy